# Publicitat en 3D
La publicitat en 3D (tres dimensions) és un format publicitari que utilitza la notorietat, la vinculació i la capacitat d'impacte com a elements clau. A través d'imatges digitals animades, les empreses publicitàries s'estan reinventant i adaptant al món comercial actual, tot buscant impressionar al públic presentant maneres innovadores de promocionar un producte.

## Context
La pandèmia de COVID-19 i el gran confinament que aquesta va implicar l'any 2020 ha obligat a molts sectors, entre ells el publicitari i comercial, a reinventar-se. Així doncs, el món dels anuncis a l'exterior, per tal de recuperar el ritme habitual i restablir-se un altre cop, ha tornat tot presentant en un nou format: La publicitat en 3D.

## L'empresa pionera: BCN Visuals
L'empresa pionera i responsable de les publicitats 3D amb més repercussió fins al moment correspon al nom de BCN Visuals, una empresa catalana amb seu a la ciutat de Barcelona, Londres i Nova York. Aquesta, ha dut a terme diversos projectes publicitaris durant l'últim any en format 3D. Eric Sas, director creatiu de la companyia, afirma el següent: "Les marques s'han adonat que no per fer un anunci molt repetitiu romandrà en el record dels consumidors. La clau és comptar amb una idea potent, que connecti amb el producte i amb els objectius de màrqueting del client".
L'empresa catalana ja compta amb diversos projectes per a grans empreses d'internacional, els quals han estat presentats a diversos llocs que van des de Madrid fins a Nova York.
La seva tasca comporta un nivell tècnic molt alt, per la qual cosa els dos fundadors de l'empresa es troben avui dia més que sol·licitats: "Si no se había hecho hasta entonces es por su gran dificultad técnica y creativa, pero ahí tenemos el resultado. Fuimos los primeros del mundo".

Els últims projectes que l'empresa BCN Visuals ha dut a terme han estat per les marques:
- Paco Rabanne

- Xiaomi
- Volkswagen
- Skoda
- Nissan
- Mercedes
- Dior
- Amazon Prime Video
- Walt Disney

Per altra banda, també s'han realitzat anuncis en format 3D per a fer promocions de pel·lícules o séries, com ara:
- "Without remorse"
- "The walking dead"
- "The suicide squad 2"
- "The tomorrow war"